# Georgina Evers-Swindell
Georgina Emma Buchanan Earl, ONZM, conocida también por su nombre de casada Georgina Evers-Swindell (10 de octubre de 1978 en Hastings, Nueva Zelanda) es una exremera de Nueva Zelanda. 

## Biografía
Compite en la especialidad de doble scull con su hermana gemela Caroline Evers-Swindell. Ambas se proclamaron dobles campeonas olímpicas en los Juegos Olímpicos de Atenas 2004 y 2008. En noviembre de 2005 fueron nombradas Tripulación femenina del año por la Federación Internacional de Remo (FISA).
Es prima del actor Nico Evers-Swindell.